# Ahmed Ould Bah
Ahmed Ould Bah (29 de junio de 1958) es un político mauritano, Ministro de Educación Nacional en el gobierno bajo control militar surgido tras el golpe de Estado de agosto de 2008.
Doctorado en Derecho por la Universidad de Burdeos ha sido profesor de la Universidad de Nuakchot, de la Escuela Nacional de Administración Consejero y Presidente del Banco Nacional de Mauritania.